# 1690
1690 (MDCXC) fue un año común comenzado en domingo, según el calendario gregoriano.

## Acontecimientos
- 28 de enero: en el sur del océano Atlántico, marineros ingleses liderados por John Strong realizan el primer desembarco registrado en las islas Malvinas.
- 15 de febrero: en Sibiu (Rumania), Constantino Cantemir (príncipe de Moldavia), y el Sacro Imperio Romano Germánico firman un tratado secreto, estipulando que Moldavia apoyaría las acciones lideradas por la Casa de Habsburgo contra el Imperio otomano.
- 14 de mayo: Carlos II se casa en segundas nupcias con Mariana de Neoburgo.
- 1 de julio: Batalla del Boyne de la Guerra Guillermita de Irlanda, en la que Jacobo II es derrotado definitivamente por Guillermo de Orange.

## Arte y literatura
- John Locke - Ensayo sobre el entendimiento humano.[1]

## Nacimientos
- Nicolaus Ephraim Bach, compositor y organista alemán.
- Pierre Barrère, naturalista y médico francés.
- 18 de marzo: Christian Goldbach, matemático prusiano (f. 1764)
- 25 de diciembre: Manuel Larramendi , precursor del nacionalismo vasco

## Fallecimientos
- 3 de enero: Hillel ben Naphtali Zevi, rabino lituano. (n. 1615)
- 15 de octubre: Valdés Leal, pintor español (n. 1622)